# Cistus sintenisii
Cistus sintenisii là một loài thực vật có hoa trong họ Nham mân khôi. Loài này được Litard. mô tả khoa học đầu tiên năm 1936.